# Melancholium
Melancholium è la quinta raccolta del gruppo musicale svedese Katatonia, pubblicata il 20 marzo 2022 dalla Darkness Shall Rise Productions.

## Descrizione
Limitato a 1000 copie numerate, si tratta di un box set che racchiude tutto il materiale inciso dai Katatonia nei primi anni di carriera, ovvero la fase in cui suonavano esclusivamente death doom/gothic metal, passando dal primo demo Jhva Elohim Meth del 1992 fino all'EP Sounds of Decay del 1997. Al suo interno vi è anche un libro con recensioni e interviste dell'epoca più ulteriori interviste con varie figure che collaborarono con il gruppo durante quel periodo, come Dan Swanö, Mikael Åkerfeldt e Roberto Mammarella della Avantgarde Music.
Il cofanetto contiene inoltre la cassetta A Sunset Choir for the Daylight Harvest, composto da due brani originariamente scritti nel 1991 e nel 1992 e per l'occasione rivisitati e completati dai fondatori Jonas Renkse e Anders Nyström nel 2021.

## Tracce
Testi di Jonas Renkse, musiche di Anders Nyström, eccetto dove indicato.
A Sunset Choir for the Daylight Harvest
1. Sunset Choir
2. Daylight Harvest

Jhva Elohim Meth
1. Midwinters Gates (Prologue)
2. Without God
3. Palace of Frost
4. The Northern Silence
5. Crimson Tears (Epilogue)

Dance of December Souls
1. Seven Dreaming Souls (Intro)
2. Gateways of Bereavement
3. In Silence Enshrined
4. Without God
5. Elohim Meth
6. Velvet Thorns (of Drynwhyl)
7. Tomb of Insomnia
8. Dancing December

For Funerals to Come...
1. Funeral Wedding
2. Shades of Emerald Fields (testo: Guillaume Le Huche)
3. For Funerals to Come...
4. Epistel
5. Black Erotica
6. Love of the Swan
7. Scarlet Heavens (Jonas Renkse, Anders Nyström, Guillaume Le Huche)

Brave Murder Day
1. Brave (Anders Nyström, Jonas Renkse, Fredrik Norrman)
2. Murder (Anders Nyström, Jonas Renkse, Fredrik Norrman)
3. Day (Anders Nyström, Jonas Renkse, Fredrik Norrman)
4. Rainroom (Anders Nyström, Jonas Renkse, Fredrik Norrman)
5. 12 (Anders Nyström, Jonas Renkse, Fredrik Norrman)
6. Endtime (Anders Nyström, Jonas Renkse, Fredrik Norrman)

Sounds of Decay
1. Nowhere (Anders Nyström, Fredrik Norrman, Jonas Renkse)
2. At Last (Anders Nyström, Fredrik Norrman, Jonas Renkse)
3. Inside the Fall (Anders Nyström, Fredrik Norrman, Jonas Renkse)
4. Untrue (Anders Nyström, Fredrik Norrman, Jonas Renkse)

## Formazione
Hanno partecipato alle registrazioni, secondo le note di copertina delle singole cassette:
Gruppo
- Anders Nyström – chitarra elettrica e acustica, basso (MC 1, 2 e 5), tastiera (MC 1 e 4), arrangiamento (MC 3), voce (MC 4)
- Jonas Renkse – batteria, voce death (MC 1-4), arrangiamento (MC 3), voce melodica (MC 5)
- Guillaume Le Huche – basso (MC 3 e 4), arrangiamento (MC 3)
- Fredrik Norrman – chitarra (MC 5 e 6), basso (MC 6)

Altri musicisti
- Dan Swanö – tastiera e voce melodica (MC 2 e 3), strumentazione (MC 2: traccia 5)
- Mikael Åkerfeldt – voce death (MC 5 e 6)

Produzione
- Dan Swanö – produzione (MC 2, MC 3, MC 4: traccia 7), ingegneria del suono (MC 2, MC 4, MC 5), missaggio (MC 2-4)
- Katatonia – produzione (MC 3-5)
- David Castillo – rimasterizzazione (MC 3, MC 5)
- Jonas Renkse – produzione batteria e percussioni (MC 4: tracce 1-4)
- Tomas Skogsberg – ingegneria del suono e missaggio (MC 6)
- Fred Estby – ingegneria del suono (MC 6)